# Colobopsis explodens
Colobopsis explodens ist eine in Brunei auf der Insel Borneo entdeckte Ameisenart. Die Art wurde, wie viele Ameisenarten aus Südostasien von Laciny & Zettel beschrieben.

## Merkmale
Die Färbung der Ameise ist rötlich braun. Der Vertex, die Ränder des Clypeus und der Mandibeln, der Rücken und die bauchseitigen Ränder des Mesosomas und die mittleren Partien der Tergite I–III des Gasters sowie die Beine sind meist dunkler braun. Die Tergite IV und V sowie die hinteren Teile der Tergite I–III sowie die Sternite sind schwarz. Alle Tergite und Sternite des Gasters haben sehr schmale, glasig durchscheinende Ränder.
Besonderes Kennzeichen von Colobopsis explodens sind die hypertrophierten Reservoirs der Mandibeldrüsen, in denen ein gelbes Giftsekret gesammelt wird. Dieses Merkmal teilt die Art mit allen anderen Mitgliedern der Colobopsis-cylindrica-Artengruppe.

## Sekretion
Colobopsis explodens ist in der Lage, dieses giftige Sekret abzusondern. Über dieses Verhalten berichtete schon H. Viehmeyer im Jahr 1916 bei der Art Colobopsis badia aus Singapur.
Laut der Forscherin Alice Laciny vom Naturhistorischen Museum Wien, die dieses Verhalten für die von ihr beschriebene Art Colobopsis explodens beschrieb, wird es dadurch freigesetzt, dass sich die Ameisen so stark zusammenpressen, dass die Wand ihres Hinterleibs aufreißt und dieser durch den Druck „explodiert“. Dieses Phänomen wurde von Lanciny in der Peer-Review-Fachzeitschrift ZooKeys beschrieben. Die klebrige gelbe Flüssigkeit dient dazu, Feinde zu vertreiben oder aus der Entfernung sogar zu töten. Es wird auch in territorialen Auseinandersetzungen zwischen verschiedenen Ameisenkolonien eingesetzt.
Ähnlich wie viele Bienen nach einem Stich mit ihrem Giftstachel verenden auch die Ameisen bei diesem altruistischen Vorgang.